# Distretto di Lal Pur
Il distretto di Lal Pur è un distretto dell'Afghanistan appartenente alla provincia del Nangarhar. Viene stimata una popolazione di 10 368 abitanti (stima 2016-17).